# Chake Chake

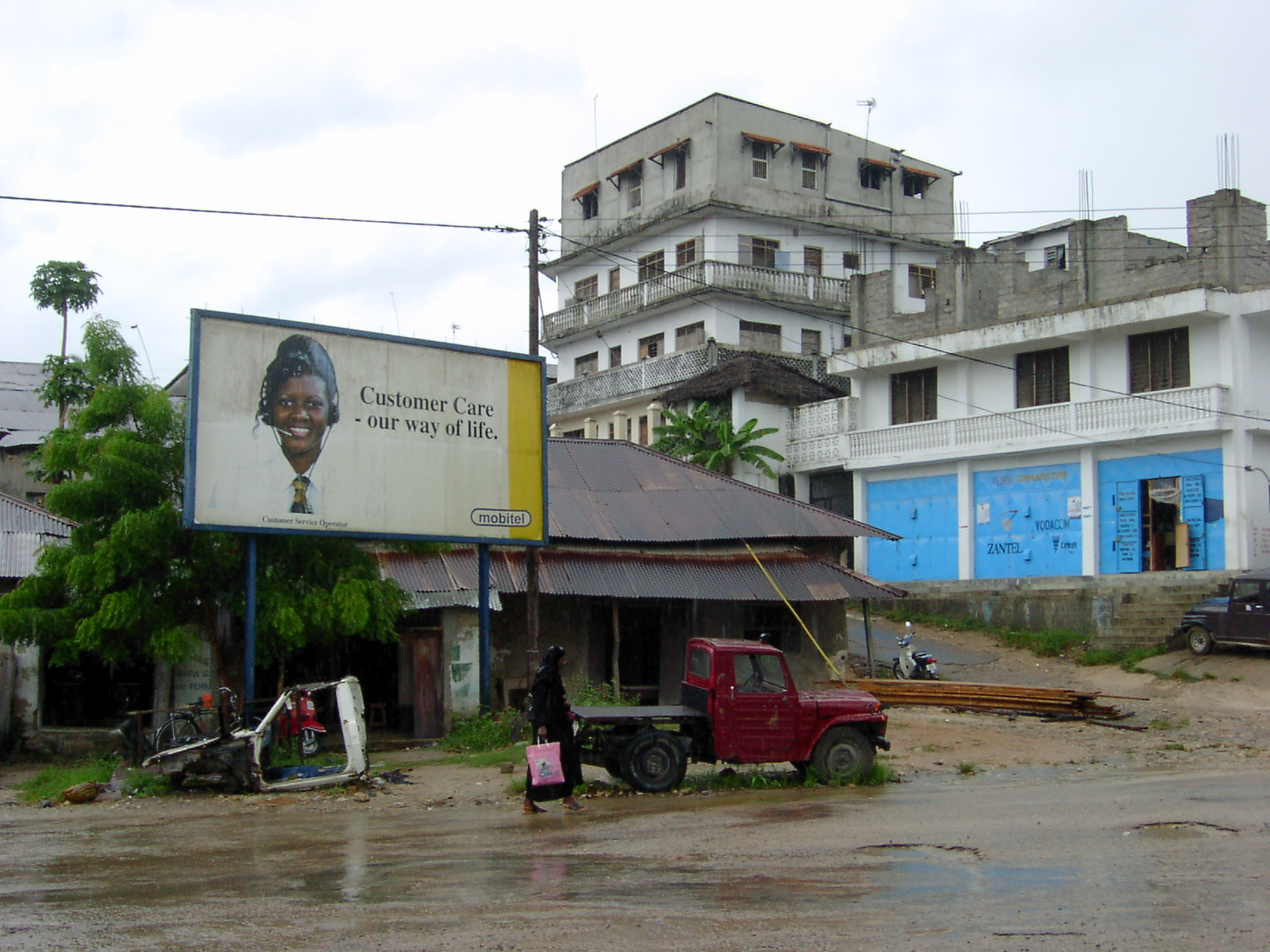
En regnig dag i centrala Chake Chake, 2003.

Chake Chake är en ort på västkusten av centrala Pemba, en ö i östra Tanzania. Den är administrativ huvudort för Södra Pemba, en av Tanzanias regioner, och samtidigt huvudort för ett distrikt med samma namn som staden. Befolkningen uppgick till 19 283 invånare vid folkräkningen 2002, vilket gör den till öns näst största ort, efter Wete. Chake Chake är belägen längst in vid Chake Chake-viken. Öns enda flygplats, Karume Airport, är belägen sju kilometer sydost om orten.